# Championnats d'Europe de judo 1971
Navigation
Édition précédente Édition suivante
La 20e édition des championnats d'Europe de judo s'est déroulée du 21 au 22 mai 1971 à Göteborg, en Suède.

## Résultats

### Individuels
| Épreuves                       | Or                         | Argent                      | Bronze                                       |
| ------------------------------ | -------------------------- | --------------------------- | -------------------------------------------- |
| moins de 63 kg poids légers    | Jean-Jacques Mounier (FRA) | Shengeli Pitskhelauri (URS) | Karl-Hein Werner (GDR) Ferenc Szabo (HUN)    |
| moins de 70 kg poids mi-moyens | Rudolf Hendel (GDR)        | Antoni Zajkowski (POL)      | Pierre Guichard (FRA) Valery Dvoinikov (URS) |
| moins de 80 kg poids moyens    | Guy Auffray (FRA)          | Guram Gogolauri (URS)       | Patrick Clement (FRA) Brian Jacks (GBR)      |
| moins de 93 kg poids mi-lourds | Helmut Howiller (GDR)      | Vladimir Pokataev (URS)     | Ernst Eugster (NED) Peter Snijders (NED)     |
| plus de 93 kg poids lourds     | Willem Ruska (NED)         | Valentin Gutsu (URS)        | Givi Onashvili (URS) Alfred Meier (FRG)      |
| Toutes catégories              | Vitali Kuznetsov (URS)     | Santiago Ojeda (ESP)        | Henk Kruys (NED) Reinhard Otto (FRG)         |

### Par équipes
| Épreuve     | Or                                                                                   | Argent                                                                               | Bronze |
| ----------- | ------------------------------------------------------------------------------------ | ------------------------------------------------------------------------------------ | --- |
| Par équipes | Royaume-Uni David Lawrence Edward Cassidy David Starbrook Keith Remfry Angelo Parisi | Pays-Bas Jan Gietelinck Eddy van der Poel Martin Poglajen Ernst Eugster Willem Ruska | Union soviétique Senegli Pichelauri Waleri Dwojnikow Guram Gogolauri Wladimir Pokatajew Walentin Gutsu Witali Kusnetzow France Jean-Jacques Mounier Pierre Guichard Guy Auffray Pierre Albertini Jean-Claude Brondani François Besson |

## Tableau des médailles
Les médailles de la compétition par équipes ne sont pas comptabilisées dans ce tableau.
| Rang  | Nation               | Or | Argent | Bronze | Total |
| ----- | -------------------- | -- | ------ | ------ | ----- |
| 1     | France               | 2  | 0      | 2      | 4     |
| 2     | Allemagne de l'Est   | 2  | 0      | 1      | 3     |
| 3     | Union soviétique     | 1  | 4      | 2      | 7     |
| 4     | Pays-Bas             | 1  | 0      | 3      | 4     |
| 5     | Espagne              | 0  | 1      | 0      | 1     |
| 5     | Pologne              | 0  | 1      | 0      | 1     |
| 7     | Allemagne de l'Ouest | 0  | 0      | 2      | 2     |
| 9     | Hongrie              | 0  | 0      | 1      | 1     |
| 5     | Royaume-Uni          | 0  | 0      | 1      | 1     |
| Total | Total                | 6  | 6      | 12     | 24    |

## Sources
- Podiums complets sur le site JudoInside.com.

- Epreuve par équipes sur le site allemand sport-komplett.de.

- Podiums complets sur le site alljudo.net.

- Podiums complets sur le site Les-Sports.info.